# Leiopython
Leiopython – rodzaj węży z rodziny pytonów (Pythonidae).

## Rozmieszczenie geograficzne
Rodzaj obejmuje gatunki występujące w Indonezji, Papui-Nowej Gwinei (wraz z Archipelagiem Bismarcka, Wyspami d’Entrecasteaux i Wyspami Salomona) i Australii. 

## Systematyka
Rodzaj zdefiniował w 1879 roku holenderski zoolog Ambrosius Arnold Willem Hubrecht w artykule zatytułowanym O nowym rodzaju i gatunku Pythonidae z Salawatti, opublikowanym w czasopiśmie „Notes from the Leyden Museum”. Gatunkiem typowym jest (oznaczenie monotypowe) pyton białowargi (B. albertisii).

### Etymologia
Leiopython: λειος leios ‘gładki’; rodzaj Python Daudin, 1803.

### Podział systematyczny
Do rodzaju należą następujące gatunki: 
- Bothrochilus albertisii (Peters & Doria, 1878) – pyton białowargi[5]
- Bothrochilus fredparkeri Schleip, 2008